# Gruoch Skotská
Gruoch ingen Boite byla královna Alby (Skotska). Jejím otcem byl Boite mac Cináeda, syn krále Cináeda (Kennetha) III. Byla královnou Mac Bethada mac Findlaícha (Macbetha). Posloužila tudíž jako předobraz Lady Macbeth v Shakespearově hře Macbeth. Datum jejího narození ani úmrtí není jisté.
Před rokem 1032 se Gruoch provdala za Gillea Coemgáina mac Maíl Brigti, hraběte (mormaera) z Moray, se kterým měla přinejmenším jednoho syna, Lulacha, pozdějšího skotského krále. Gille Coemgáin byl zabit v roce 1032 a byl pohřbený společně s padesáti svými muži. Příštího roku byl jeden z jejích mužských příbuzných, pravděpodobně její jediný bratr, zavražděn Malcolmem II.
Jejím druhým manželem se stal Macbeth a když se stal v roce 1040 králem, Gruoch jeho královnou. Poté, co Macbeth padl roku 1057 v bitvě, stal se jeho nástupcem na skotském trůnu její syn Lulach. Vládl pouze několik měsíců do doby, kdy byl zavražděn a jeho následníkem se stal Malcolm III.